# Brandon Douglas
Brandon Douglas (Oklahoma City, 21 juni 1968) is een Amerikaans acteur. Zijn televisiedebuut was in de serie Falcon Crest, waar hij Ben Agretti speelde in het seizoen van 1988-1989. Hij is bekend door zijn rol als Dr. Andrew Cook in de CBS-serie Dr. Quinn, Medicine Woman. Enkele andere werken van Douglas zijn 21 Jump Street, Northern Exposure, Matlock, Murder She Wrote en JAG.
Douglas is geboren als Brandon Sokolosky in Oklahoma City en opgegroeid in Dallas. Hij is getrouwd geweest met actrice Julie Condra.